# Stratégie d'adaptation
 (mars 2023).
Si vous disposez d'ouvrages ou d'articles de référence ou si vous connaissez des sites web de qualité traitant du thème abordé ici, merci de compléter l'article en donnant les références utiles à sa vérifiabilité et en les liant à la section « Notes et références ».

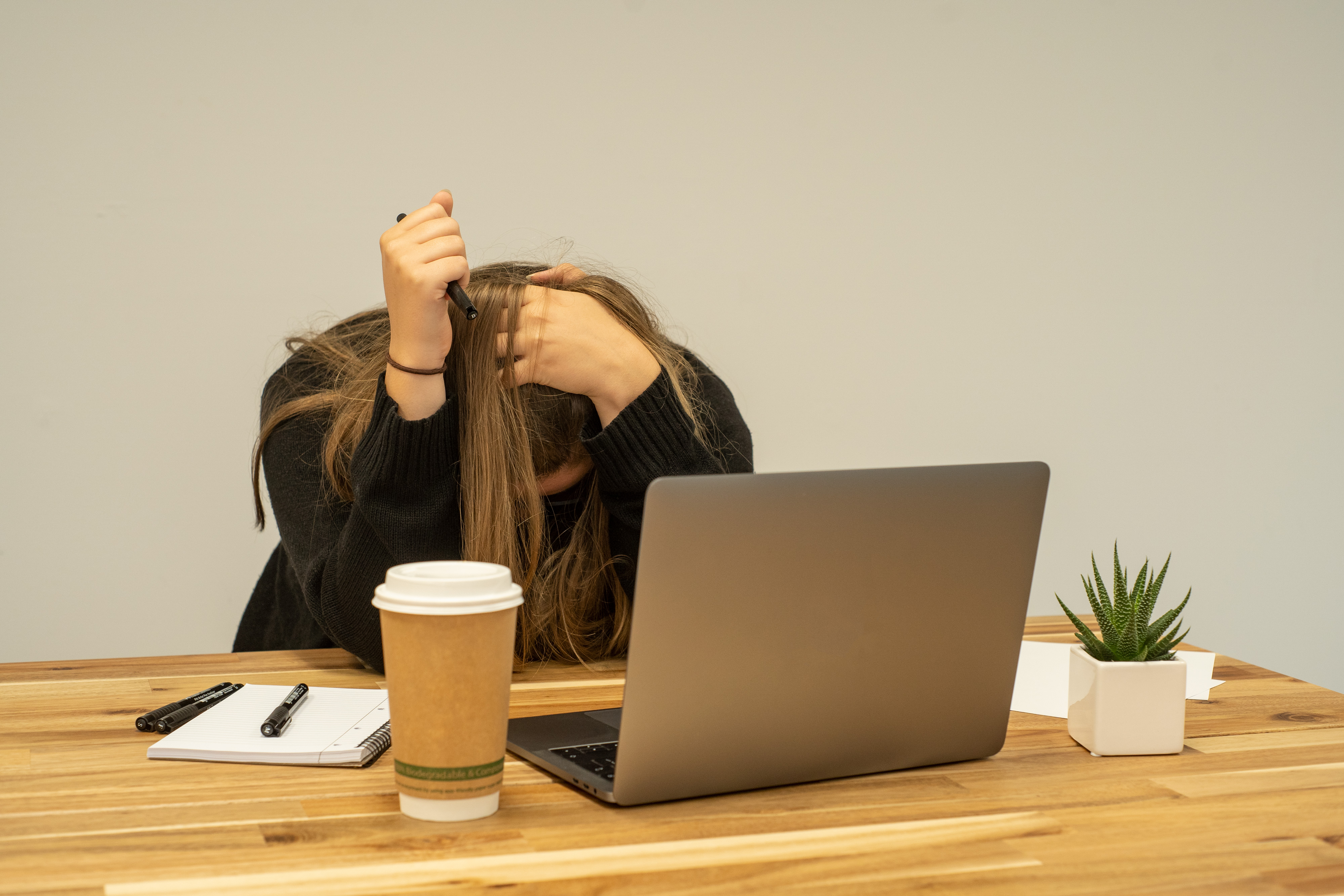
Personne stressée devant son travail

La stratégie d'adaptation (coping pour les anglophones) est un mécanisme transactionnel psychologique entre l'individu et son environnement. Employées au pluriel, les stratégies d'adaptation représentent l'ensemble des actions qu'un individu ou qu'un groupe mettent en œuvre afin de modérer et parfois résoudre les situations difficiles, stressantes auxquels des personnes (ou des animaux) sont confrontés.
Chez l'être humain, ces stratégies peuvent inclure la fuite, ou impliquer des processus de résolution de problèmes (souvent employé dans le cadre de la psychothérapie cognitivo-comportementale) de sa motivation, de ses valeurs ainsi que de ses buts, afin d'entrer en phase de résilience face aux effets du stress sur l'état de santé somatique et les symptômes psychologiques. Il n’y a pas de stratégie de coping systématiquement efficace en elle-même, elle varie au cas par cas, selon le contexte, l'intensité du stress, son caractère ponctuel ou chronique (douleur chronique par exemple), la personnalité et les resssources de la personne au moment du stress et dans la période post-traumatique.
Cette notion est notamment utilisée en psychologie/psychiatrie et en soins infirmiers, notamment dans le contexte de l'ajustement de la gestion du stress post-traumatique.

## Histoire sémantique
Le terme « coping » semble avoir été utilisé dans ce sens à partir de 1966 dans un articles intitulé  Psychological Stress and the Coping Process publié par le psychiatre américain Richard Lazarus, comme réaction au stress défini comme une relation entre la personne et l'environnement où la personne et ses ressources sont menacées d'être dépassées et de ne plus pouvoir faire face. Cette définition est le fondement de la théorie du stress et de l'adaptation au stress (Lazarus et Folkman, 1984), puis il a été conceptualisé et défini comme « l’ensemble des efforts cognitifs et comportementaux constamment changeants, destinés à maîtriser, réduire ou tolérer des impératifs spécifiques internes ou externes qui sont perçus comme menaçant ou dépassant les ressources d’un individu », en insistant sur le fait que la réponse de la personne est un processus adaptatif changeant, et actif plutôt que simplement passif.

## Types et modalités de coping
Une étude scientifique récente a porté sur 100 personnes adultes, qui mensuellement, durant un an, ont noté des faits récent stressants pour elles, et leurs réactions face à ces stress, tout en en répondant à un questionnaire les positionnant sur l’échelle « Ways of Coping Checklist », via 66 items décrivant des pensées et des actes que les gens mettent en œuvre pour répondre aux exigences (internes et/ou externes) de situations stressantes spécifiques (publiée par Lazarus et Folkman en 1984),. 
Selon les auteurs de cette étude, des copings plus spécifiques, propres aux individus et situations existent, mais on peut globalement distinguer deux grandes modalités de coping plus ou moins conjointement ou successivement utilisés : 
1. un coping cherchant à réduire ou effacer la source du stress, via des efforts comportementaux et cognitifs. La personne cherche proactivement à modifier la situation pour la rendre moins stressante pour elle (ce qui implique que la situation soit bien comprise). Ses efforts ont deux cibles possibles, éventuellement conjointes : la confrontation au l’événement, et la résolution de ce problème (impliquant de trouver et mobiliser des moyens – informations, aide – pour le résoudre). La personne directement et ouvertement à son problème. Elle agit activement et concrètement, afin de « modifier directement les termes mêmes de la relation personne-environnement par la mise en place d’efforts comportementaux actifs, consistant à affronter le problème pour le résoudre ». Quand le stress est de type "controlable", ce type de coping diminue le risque d'anxiété et de dépression de type "post-traumatiques, ultérieurement ;  mais au contraire, si l'évènement stressant n'est pas contrôlable, « les efforts répétés du sujet pour maîtriser la situation sont inutiles et épuisants »[3].
2. un coping centré sur l’émotion engendré cherche à atténuer les émotions négatives et à permettre de mieux supporter les états émotionnels déclenchés par la situation stressante. Il se décline en de nombreuses formes, souvent orientées vers l’action intrapsychique, allant de l'évitement (le sujet cherche à ne penser au problème) au déni, en passant par la distraction, la dramatisation, la spiritualité[6], etc. « Cela peut se traduire par la mise en œuvre d’activités positives pour y parvenir, telles que le sport ou la relaxation. Mais parfois, cela génère des comportements négatifs visant à fuir la détresse émotionnelle, comme la prise d’alcool ou de médicaments » ou de drogues[7]. 
Selon Cyril Tarquinio[note 1] « Plusieurs études ont montré que les adultes souffrant d’un trouble de stress post-traumatique étaient nettement plus enclins que les autres à s’engager dans une démarche d’évitement ou de fuite, et donc de non-résolution de problème »[3].

D'autres proposent de classer les formes de coping selon qu'elles soient « pro-actives » et/ou « évitantes » du point de vue de la stratégie utilisée, avec alors quatre grandes sous-catégories ou champs de classification : 
1. coping actif/cognitif, reposant sur une analyse logique et un recadrage positif ;
2. coping actif/comportemental, basé sur la recherche de soutien et une mise en œuvre d'action visant à trouver une solution au problème ;
3. coping évitant/cognitif, recherchant avant tout l’évitement cognitif, sous tendu par une acceptation résignée ;
4. coping évitant/comportemental, visant une décharge émotionnelle, généralement via la recherche et pratique d'autres activités.

Le type de coping utilisé (ou pouvant être utilisé) par une personne est l'un des facteurs prédicteurs pouvant expliquer pourquoi un stress aigu n'est pas toujours suivi une trouble de stress post-traumatique. Selon une méta-analyse de 2007, le comportement d’évitement est un prédicteur du risque de survenue de trouble de stress post-traumatique, de dépression et de détresse, un risque qui peut être exacerbé si la personne manque du soutien de ses proches. Le comportement d'évitement est plus fréquent de la part de personnes souffrant de symptomes post-traumatiques intrusifs (ex : intrusions  incontrolables de souvenirs traumatiques persistants, envahissant la conscience de la victime, qui les vit avec un stress équivalent à celui qui serait généré par un même évènement surgissant dans le présent). Les symptômes de trouble de stress post-traumatique sont généralement plus aigus chez ceux qui ont utilisé des stratégies émotionnelles d'évitement (par exemple lors d'une guerre, et les stratégies évitantes sont suivies de beaucoup plus de symptômes psychosomatiques (ex : maux de tête, maux de ventre) que ceux qui ont utilisé des stratégies actives visant à résoudre le problème. (...) L’efficacité relative des stratégies de coping semble aussi varier en fonction du temps qui s’écoule après l’événement stressant ou traumatique. Un coping émotionnel n’est protecteur qu’immédiatement après cet événement. Selon Tarquinio (2024), ceux qui sont en capacité d’utiliser, de manière complémentaire, plusieurs stratégies de coping s’adaptent mieux aux situations qui les mettent en danger, et cette possibilité dépend des capacités d’évaluation de la situation, de la durée et contrôlabilité de l'évènement stressant. Selon Monfort & Tréhel (2012), les stratégies de coping sont d'autant plus variées et fréquentent que les individus souffrent encore d'un psycho-traumatisme. Le coping sera aussi plus ou moins efficace en termes de bien-être émotionnel, ou de santé physique…). Par ailleurs, l’activité physique peut améliorer la résistance ou résilience à certains stress.

## Modèle animal
Le modèle animal (murin notamment) est très utilisé pour étudier le stress et les stratégies d'adaptation au stress

## Enjeux épigénétiques
Ils sont encore mal compris, mais on sait déjà que les stress intenses ou chroniques génèrent des réponses hormonales (hormones glucocorticoïdes) et transcriptionnelles de la part du génome, et qu'ils peuvent modifier le développement cérébral et physique de l'embryon, de l'enfant et de l'adulte et aussi être source de désordres affectifs. Ils peuvent aussi négativement affecter la plasticité cérébrale et inhiber certains mécanismes de résilience. Les stress intenses ou chroniques peuvent enfin induire des modifications épigénétique importantes, tout au long de la vie et susceptibles d'être transmis à la descendance durant plusieurs générations.
Des polymorphismes mononucléotidiques (SNP) affectant l’action des glucocorticoïdes peuvent compromettre la résilience au stress, ce qui devient plus apparent dans des conditions de maltraitance infantile, avec donc des implications et enjeux thérapeutiques